# Eveapfel
Der Eveapfel (auch Manks Küchenapfel oder Manks Codlin genannt) ist ein mittelgroßer bis großer Kulturapfel (Malus domestica). Er gehört zur Familie der Schlotteräpfel.
Der Schlotterapfel ist in einigen Gegenden ein Name der Glocken-, Kern- oder Klapperäpfel, deren lockere Kerne schlottern oder klappern, wenn man sie schüttelt.
Laut R. Koloc ist der Apfel Anfang 1800 von Kewley in Ballanard auf der Insel Man gezogen worden. 1. Frucht 1815. Synonyme: Belmont, Codlin de Mank, Evaapfel, Eveapfel, Eve Apfel, Eve Apple of Scotland, Frith Pippin, Frith Pitcher‚ Irish Codlin, Irish Pitcher, Küchenapfel, Manks Apfel, Mank's Codlin, Mauks Codlin, Orme, Pitcher, Schottischer Evaapfel, Scotland. In den Niederlanden Manks Codlin. Kam um 1911 von Irland nach Deutschland. War in den 50er Jahren noch in Holland verbreitet. Besonders geeignet für Kuchen, Strudel usw. Ernte: Ende August bis Anfang September. Haltbarkeit bis Oktober. Frühblühend, diploid. Bei Goetz: Eveapfel. Sorte stammt wahrscheinlich aus Irland. Andere Quellen geben Schottland an. Heute auch in England kaum noch bekannt.
Die gelben, runden und oft sehr großen (bis ca. 110 mm) Früchte mit kurzem Stiel haben eine auffällig dicke Wachsschicht. Der Geschmack ist bitter-süßlich, daher und wegen seiner stets hohen Erträge wurde er im Erwerbs-Obstbau (bis in die 1950er Jahre) fast nur als Industrieware angebaut. Seine Lagerfähigkeit ist sehr begrenzt. Ertragreich bei fruchtbarem Boden, ertragsstärkste Sorte bei Küchenäpfeln.
Reifezeit: Oktober bis November